# 卡爾斯塔特 (新澤西州)
卡爾斯塔特（英語：Carlstadt）是位於美國新澤西州伯根縣的自治市鎮。

## 人口
根據2020年美國人口普查的數據，卡爾斯塔特的面積為10.90平方千米，當中陸地面積為10.22平方千米，而水域面積為0.67平方千米。當地共有人口6372人，而人口密度為每平方千米585人。